# Ninella
Ninella es un género de foraminífero bentónico de la subfamilia Pseudostaffellinae, de la familia Ozawainellidae, de la superfamilia Fusulinoidea, del suborden Fusulinina y del orden Fusulinida. Su especie tipo es Endothyra staffelliformis. Su rango cronoestratigráfico abarca el Viseense (Carbonífero inferior).

## Discusión
Clasificaciones más recientes incluyen Ninella en la superfamilia Ozawainelloidea, y en la subclase Fusulinana de la clase Fusulinata. Clasificaciones más recientes incluyen Ninella en la familia Pseudostaffellidae.

## Clasificación
Ninella incluye a las siguientes especies:
- Ninella asiatica †
- Ninella serebrjannikovae †
- Ninella staffelliformis †
- Ninella tarimensis †
- Ninella torquata †